# Rézmál
Rézmál Budapest egyik városrésze a II. kerületben.

## Fekvése
Határai: Bogár utca az Endrődi Sándor utcától – Alsó Törökvész út – Bimbó út – Aranka utca – Marczibányi tér északnyugati oldala – Alvinci út – Bimbó út – Endrődi Sándor utca a Bogár utcáig.

## Története
1847 előtt a terület német neve Kalvarienberg (Kálváriahegy) illetve Kreidenbruch (Krétabánya) volt. A városrész 1847-ben, Döbrentei Gábor dűlőkeresztelőjekor kapta mai nevét. Korábban ehhez a városrészhez tartozott a sokkal ismertebb Rózsadomb. (A budapestiek ezt a városrészt gyakran ma is Rózsadombnak nevezik.)